# Uzumaki (película)
Uzumaki (うずまき lit. Espiral?) es una película de terror japonesa dirigida por Higuchinsky. Uzumaki, publicada en 2000, se basa en el manga de Junji Ito con el mismo nombre.
La trama trata sobre una ciudad infectada con espirales malévolos. Esto se manifiesta en conceptos abstractos y grotescas formas, como que el pelo largo de una adolescente comience a curvarse y a apoderarse de su mente, o que un cadáver vuelva a caminar.
Entre las muchas características extrañas de la película es su fuerte tratamiento con filtros de color verde, imitando el estilo de las láminas en color de los manga. La película alude a algunos de los mangas más icónicos de la historia,[cita requerida] con diversos grados de fidelidad. La película y el manga original tienen un final diferente, porque la película fue filmada antes de que el manga fuese finalizado. Otro manga de Ito, "Sueño Largo" (Nagai Junji Yume), ha sido adaptado por Higuchinsky en el año 2000 para la televisión japonesa.

## Trama
Kirie, una estudiante de secundaria, siente que algo anda mal en el pequeño pueblo de Kurouzu-Cho, cuando observa que el padre de su novio Shuichi, comienza a fijarse en los patrones en espiral de la concha de un caracol, y también está en el proceso de hacer un video lleno de imágenes de cualquier cosa que tenga una espiral o un remolino que asemeje a ellas. Su extraña obsesión amenaza peligrosamente con tornarse fuera de control. Proclama que una espiral es la forma más elevada de arte y comienza frenéticamente a crear remolinos en su sopa de miso, cuando se queda sin rollo de kamaboko. A continuación, decide filmarse entrando en una lavadora, donde muere.
No pasa mucho tiempo antes de que el pueblo entero esté infectado por los remolinos de otro mundo. El inspector Tamura, un oficial de policía, se siente intrigado por el suicidio del padre de Shuichi y se obsesiona con el caso. Mientras tanto, la escuela secundaria de Kirie está habitada por una serie de crispados maestros, coquetas y bellas muchachas, y el viscoso Katayama, quien comienza a caminar a paso de tortuga y sólo llega a la escuela cuando llueve. Para empeorar las cosas, el alumnado está comenzando a brotar los depósitos, beber agua en grandes cantidades, y se arrastran por las paredes de la escuela. A Sekino, compañera de clase de Kirie, le comienzan a crecer rizos en su pelo como una medusa que poco a poco comienza a apoderarse no sólo su mente, sino de las mentes de todas las chicas de la escuela excepto Kirie.
Mientras tanto, en el hospital, la madre de Shuichi, quien fue hospitalizada después de la muerte de su marido, se corta el pelo y piel de los dedos de la mano con el fin de deshacerse de cualquier cosa con forma de espiral en su cuerpo, y su miedo de las espirales se acentúa tanto que Shuichi se ve obligado a pedir al hospital que elimine cualquier cosa en forma de espiral para que su madre no los vea (incluso yendo tan lejos como para tirar las tortas que Kirie había traído para su madre, ya que la cereza en el pastel eran como remolinos). Finalmente la madre de Shuichi sucumbe a su fobia y se mata a sí misma cuando un ciempiés trata de meterse en su oreja para habitar su cóclea y la lleva a tener alucinaciones de su marido, quien le dice que "existe una espiral en la parte más profunda del oído". Durante los funerales de las víctimas de la maldición al ser incinerados se crea incluso, como un torbellino de nubes y un misterioso humo fantasmal en forma de espiral.
Pronto todo el mundo en Kurouzu-Cho ha sido atrapado en la maldición de las espirales, El padre de Kirie, que tiene una perforación en el ojo después de la creación de forma obsesiva de objetos cerámica en forma de espiral, la reportera especial y sus compañeros que informan sobre los horrores de la ciudad, se pierden en un túnel sólo para ver que sus cuerpos se han transformado en caracoles; Sekino, cuyo cuerpo ha sido devorado por los rizos de serpiente. El acosador de Kirie, se lanza delante del coche del Inspector Tamura y se retuerce alrededor del eje. El impacto de la cabeza de Tamura deja una grieta en espiral en el parabrisas. Un oficial de policía, que mientras admiraba la espiral estriada en el cañón de su pistola, se pega un tiro en el ojo, dejando un agujero en espiral en la cabeza, e incluso la propia Shuichi, cuyo cuerpo se retuerce y es devorada por una serpiente poseída por la maldición. Sólo Kirie deja la ciudad maldita de Kurouzu-Cho, y su destino final es la supervivencia.

## Reparto
- Eriko Hatsune... Kirie Goshima
- Fhi Fan... Shuichi Saito
- Hinako Saeki... Kyoko Sekino
- Eun-Kyung Shin... Chie Marayama
- Keiko Takahashi... Yukie Saito Ren Ôsugi... Toshio Saito
- Denden... Officer Futada
- Masami Horiuchi... Reporter Ichiro Tamura
- Tarô Suwa... Yasuo Goshima
- Tooru Teduka... Yokota Ikuo
- Sadao Abe... Mitsuru Yamaguchi
- Asumi Miwa... Shiho Ishikawa
- Saori Nakane... Little Kirie
- Yasuki Tanaka... Little Shuichi
- Yuki Murakami... Yukky